# ふぉーゆーのぴたラジ!
ふぉ〜ゆ〜のぴたラジ!は、かつてジャニーズの4人組ふぉ〜ゆ〜がパーソナリティを務めていたCBCラジオのラジオ番組である。

## 概要
2013年1月2日、1月3日に放送された『はっぴーふぉーゆーYEAR』を経てレギュラー番組となった。
「多数の先輩のバックを務め、しれっとジャニーズJr.を卒業し、結成10周年の2021年には念願のCDケースデビューを果たした奇跡のジャニーズ」というキャッチコピーで公式HPに掲載されている。
リスナーに寄り添う番組である。
2022年4月から単独番組となった。
2022年12月24日に公式Twitterが開設された。
2025年3月29日、最終回が放送され、約12年にわたる放送が終了した。

## 番組内のコーナー
オープニング
オープニングの質問
リスナーから届いたメールの質問に4人が答える。
オープニングのセリフ
モノマネ
ふつおた
普通のお便り。質問や疑問など様々なお便りが寄せられる。

発見ふぉ〜ゆ〜探検隊!
ふぉ〜ゆ〜を目撃したリスナーから感想やレポートを送るコーナー。

お助けふぉ〜ゆ〜
悩んでいるリスナーの力になり4人が解決方法を考えるいわゆるお悩み相談のコーナー。

メモリーズふぉ〜ゆ〜
ふぉ〜ゆ〜に語ってほしい思い出の１曲をお届けしながらふぉ〜ゆ〜の4人で思い出話をするコーナー。

曲紹介
曲振り、曲受けをするのは主に松崎祐介。

ふぉ〜ゆ〜からのお知らせ
主に越岡裕貴が担当。テレビの番宣、ラジオの番宣、舞台・コンサートのお知らせ、webの連載など様々なお知らせをする。

エンディング
内包番組時代には、その番組のパーソナリティの方とセッションを行うコーナーだった。

本心はどこに？ふぉ〜ゆ〜心理テスト
ふぉ〜ゆ〜がリスナーから送られてきた心理テストをするコーナー。

ZAKIフェス
DJ ZAKIが曲を紹介するコーナー

季節のコーナー
ふぉ〜ゆ〜年表
ふぉ〜ゆ〜の1年を振り返るコーナー。話が止まらなさすぎて時間に収まらないほど盛り上がる。
節分
ラジオなのに豆まきをしたりするなど愉快な節分のコーナー。節分のあたりに放送される。コンプライアンスが・・・という理由で毎年進化している。
ゴールデンウィーク
ゴールデンを公開したりするなどゴールデンウィークに相応しい内容でお送りするコーナー。ゴールデンすぎてリスナーから苦情が来たこともあるコーナーである。
誕生日企画
10月〜11月にメンバーを祝うための誕生日企画。誕生日が最後の辰巳雄大の頃には飽きられていることが多い。
すべらない話
ちょい足しふぉ〜ゆ〜
ありなしふぉ〜ゆ〜
ふぉ〜ゆ〜交友録
ふぉ〜ゆ〜クエスチョン
リスナーからの質問になんでもお答えするコーナー。
その他
舞台の見どころ、毛は大丈夫なのか、越岡裕貴が連載を更新しないなど何かに焦点を当ててトークすることもある。
OPの質問を大放出。
舞台の楽屋からお送りすることもある。

## 雑誌での連載
TVnavi中部版にて、ぴたラジの収録風景が掲載されている。
収録前や収録後の様子なども写真付きで掲載されている。
TVnaviのTwitterでは取材の裏側もレポートされている。

## 放送時間の変遷
| 放送期間                    | 番組名                   | 時間                   |
| --------------------------- | ------------------------ | ---------------------- |
| 2013年4月6日-2014年3月29日  | ナガオカ 内              | 日曜日 0:30-0:40       |
| 2014年4月2日-2014年9月24日  | ナガオカ×スクランブル内  | 水曜日 23:20頃-23:30頃 |
| 2014年10月3日-2018年3月30日 | ナガオカ×スクランブル 内 | 金曜日 23:20頃-23:30頃 |
| 2018年4月7日-2019年9月28日  | 酒井直斗のラジノート 内  | 土曜日 21:40頃-21:50頃 |
| 2019年10月5日-2022年3月26日 | 工作太朗のジョブナイ内   | 土曜日 21:40頃-21:50頃 |
| 2022年4月2日-2025年3月29日  | ふぉ〜ゆ〜のぴたラジ     | 土曜日 21:00-21:20     |

## 公式サイト
- ふぉーゆーのぴたラジ！ - CBCラジオ
- ふぉーゆーのぴたラジ公式Twitter